# Astana Open 2023
Astana Open 2023 a fost un turneu profesionist de tenis masculin care s-a desfășart pe terenuri dure acoperite. A fost a patra ediție a Astana Open și a făcut parte din seria turneelor ATP 250 din Circuitul ATP 2023 (declasat de la ATP 500 în 2022). Turneul a avut loc la Astana, Kazahstan, în perioada 27 septembrie – 3 octombrie 2023.

## Campioni

### Simplu
Pentru mai multe informații consultați Astana Open 2023 – Simplu

### Dublu
Pentru mai multe informații consultați Astana Open 2023 – Dublu

## Distribuția punctelor
| Probă  | C   | F   | SF | QF | R16 | R32 | Q   | Q2  | Q1  |
| Simplu | 250 | 150 | 90 | 45 | 20  | 0   | 12  | 6   | 0   |
| Dublu  | 250 | 150 | 90 | 45 | 0   | N/A | N/A | N/A | N/A |

### Premii în bani
| Probă  | C         | F        | SF       | QF       | R16      | R28      | Q2      | Q1      |
| Simplu | 154.815 $ | 90.310 $ | 53.100 $ | 30.765 $ | 17.865 $ | 10.915 $ | 5.460 $ | 2.975 $ |
| Dublu* | 53.780 $  | 28.780 $ | 16.860 $ | 9.430 $  | 5.560 $  | N/A      | N/A     | N/A     |

*per echipă